# Muttekopfhütte
Die Muttekopfhütte ist eine Schutzhütte der Sektion Imst-Oberland des Österreichischen Alpenvereines in den Lechtaler Alpen, Tirol, Österreich. Sie liegt auf 1934 m ü. A. südöstlich des Muttekopfs. Erreichbar ist sie von Imst und der Untermarkter Alm in 1½ Stunden oder von der Bergstation des Alpjoch-Sessellifts in 30 Minuten.

## Baugeschichte
Die Hütte wurde 1874 innerhalb von zwei Wochen an einem Ort erbaut, der schon früher als Lagerplatz benützt wurde. Die Eröffnung erfolgte vor der Mitte des Jahres 1874. Im Jahr 1883/1884 wurde sie erweitert und 1892 erfolgte ein großer Umbau. 1907 wurde sie erweitert und 2004/2005 generalsaniert.

## Nachbarhütten und Übergänge
- Zur Hanauer Hütte über Muttekopfscharte, Kübelwände und Galtseitenjoch, viel begangen, 6 Stunden.
- Zur Anhalter Hütte über den Scharnitzsattel, Hahntennjoch (Querung der Straße) und das Steinjöchl, Seilversicherungen und Krampen am Scharnitzsattel, 4½ Stunden.
- Zur Steinseehütte durch das Larsennkar, wenig begangen, abwechslungsreich, lang (laut AV-Führer 6 Stunden, eher länger), erfordert einen Blick für das Gelände.

## Gipfel
- Muttekopf (2777 m), markierter Steig, Normalanstieg, lässt sich gut mit dem Übergang zur Hanauer Hütte verbinden, weite Aussicht vom Gipfel.
- Vordere Platteinspitze (2565 m), Steig, stellenweise mit Sicherungen, abwechslungsreich
- Maldonkopf (2632 m), Imster Klettersteig.
- Pleiskopf (2560 m), Ödkarlekopf (2565 m), Laggers (2328 m), Imster Höhenweg, markierter, jedoch teilw. anspruchsvoller Steig, sehr lange Wanderung!
- Vorderes Alpjoch (2121 m), auf dem 'Drischelsteig' zur Bergstation des Alpjoch-Sessellift's und in 10 min auf gutem Steig zum Gipfel.
- Hinteres Alpjoch (2425 m), vom vorderen Alpjoch auf markiertem Steig. Für Geübte Übergang zum Pleiskopf möglich, markiert, jedoch alpine Erfahrung erforderlich!
- Hinterer Scharnitzkopf (2554 m), vom Scharnitzsattel (2441 m) auf Steigspuren mit kurzer, leichter Kletterstelle zu erreichen, nicht markiert! Kann beim Übergang Muttekopf-Anhalter Hütte 'mitgenommen' werden.

## Karten
- Alpenvereinskarte 3/4 Lechtaler Alpen - Heiterwand und Muttekopfgebiet (1:25.000)